# Holopogon dichromatopus
Holopogon dichromatopus là một loài ruồi trong họ Asilidae. Holopogon dichromatopus được Bezzi miêu tả năm 1926. Loài này phân bố ở vùng Cổ Bắc giới.